# Microsoft Office 2000
O Microsoft Office 2000, foi o sucessor do Microsoft Office 97, foi disponibilizado para sistemas de 32-bits, incluindo Windows 2000. Todos os aplicativos do Office 2000 têm capacidade OLE 2 que permite mover os dados automaticamente entre diferentes programas. O Microsoft Office XP é o sucessor do Office 2000. A mais completa suíte do Office 2000 é o Office 2000 Developer. O Office 2000 RTM é a última edição do Microsoft Office que não inclui a ativação do produto, embora a edição atualizada (renomeada de SR-1) teve a ativação do produto em cópias vendidas na Austrália, Brasil, Canadá, China, Hong Kong, Nova Zelândia e os Estados Unidos, exceto suas edições de licença de volume. Elas exigiam que o usuário ativasse o produto através da Internet.
O suporte para o Office 2000 foi encerrado em 30 de junho de 2004, e suporte estendido terminou em 14 de julho de 2009.

## Edições
Office 2000 estava disponível em cinco suites:
| Versões do Office 2000                           | Versões do Office 2000              | Versões do Office 2000 | Versões do Office 2000 | Versões do Office 2000 | Versões do Office 2000 | Versões do Office 2000 |
| Programas Office                                 | Descrição                           | Suite Standard         | Suite Small Business   | Suite Professional     | Suite Premium          | Suite Developer        |
| ------------------------------------------------ | ----------------------------------- | ---------------------- | ---------------------- | ---------------------- | ---------------------- | ---------------------- |
| Word 2000                                        | Processador Word                    | Sim                    | Sim                    | Sim                    | Sim                    | Sim                    |
| Excel 2000                                       | Programa de planilhas               | Sim                    | Sim                    | Sim                    | Sim                    | Sim                    |
| Outlook 2000                                     | Gerenciador de informações pessoais | Sim                    | Sim                    | Sim                    | Sim                    | Sim                    |
| PowerPoint 2000                                  | Programa de apresentação            | Sim                    | Não                    | Sim                    | Sim                    | Sim                    |
| Publisher 2000                                   | Programa de pubicação               | Não                    | Sim                    | Sim                    | Sim                    | Sim                    |
| Gerenciamento de Clientes para Pequenas Empresas | Ferramentas para pequenas empresas  | Não                    | Sim                    | Sim                    | Sim                    | Sim                    |
| Access 2000                                      | Banco de dados                      | Não                    | Não                    | Sim                    | Sim                    | Sim                    |
| FrontPage 2000                                   | Editor HTML                         | Não                    | Não                    | Não                    | Sim                    | Sim                    |
| PhotoDraw 2000                                   | Gráficos vetoriais                  | Não                    | Não                    | Não                    | Sim                    | Sim                    |
| Ferramentas de Desenvolvimento e SDK             |                                     | Não                    | Não                    | Não                    | Não                    | Sim                    |
| Visio 2000                                       | Business (Diagramação)              | Não                    | Não                    | Não                    | Não                    | Não                    |
| Project 2000                                     | Gerenciamento de projetos           | Não                    | Não                    | Não                    | Não                    | Não                    |